# Affaire Edmond Fritsch
Edmond Fritsch, né le 6 juillet 1879 dans le 5e arrondissement de Paris et mort le 18 mars 1932 dans le 13e arrondissement de Paris, est un syndicaliste et ébéniste français blessé mortellement par un policier au cours d'une manifestation ouvrière à Vitry-sur-Seine. Il est le secrétaire du syndicat des ébénistes et trésorier du comité de chômeurs du 11e arrondissement de Paris. 

## Biographie
Il naît le 6 juillet 1879 dans le 5e arrondissement de Paris.
Le 10 décembre 1904, il épouse une ouvrière corsetière avec qui il a deux enfants nés en 1905 et 1907. Les deux frères de son épouse sont tués lors de la Première Guerre mondiale. Son épouse, handicapée par une opération, ne peut pas travailler et vit de l'assistance publique.
Durant la Première Guerre mondiale, il organise des soupes populaires.
En 1925, il est membre du jury des Arts décoratifs et reçoit une plaquette de bronze du gouvernement,. Il est également membre du conseil d'administration de l'école Boulle et le fondateur de la mutuelle des anciens élèves de l'école d'Alembert.

### Mort
Le 17 mars 1932, une délégation des chômeurs du 11e arrondissement de Paris menée par Fritsch, trésorier du comité, se rend à la municipalité communiste de Vitry-sur-Seine pour visiter des réalisations ouvrières : bains douches et soupes populaires. Avertis à propos d'un chantier où les ouvriers sont rémunérés trois francs pour l'heure, les chômeurs du 11e arrondissement et les chômeurs de Vitry se mettent en direction d'un chantier de construction, avenue du Chemin de fer,. Un orateur harangue la foule et fait stopper le travail. Cinq gardiens de la paix se rendent sur les lieux et font face à deux à trois cents ouvriers et chômeurs. Plutôt que d'attendre des renforts, trois des gardiens de la paix provoquent une bagarre générale. Les agents Coulon et le brigadier Lesage invoquent la légitime défense et font feu blessant deux ouvriers : André Palario, plâtrier, touché à la cuisse par balle, et Edmond Fritsch, blessé à la nuque tandis qu'il était de dos,. Les ouvriers ripostent en leur jetant des briques,. D'après La Dépêche de Toulouse, blessé d'une balle de revolver à la tête, Fritsch subit une trépanation à l'hôpital de la Pitié. Il décède le 18 mars 1932. Les syndicats du bois et du bâtiment appellent à vingt-quatre heures de grève lors des obsèques. Après son décès, son épouse peut compter sur l'aide modique de camarades communistes.
L'agent Coulon, anticommuniste notoire et responsable du tir mortel, est mis hors de cause.